# Грюнвальд
Грюнвальд (пол. Grunwald, нім. Grünfelde) — село в Польщі, у гміні Грюнвальд Острудського повіту Вармінсько-Мазурського воєводства.
Населення — 417 осіб (2011).
Розташоване на пагорбах висотою до 230 метрів в поозер'ї, за 17 км на південний захід від міста Ольштинек.

## Історія

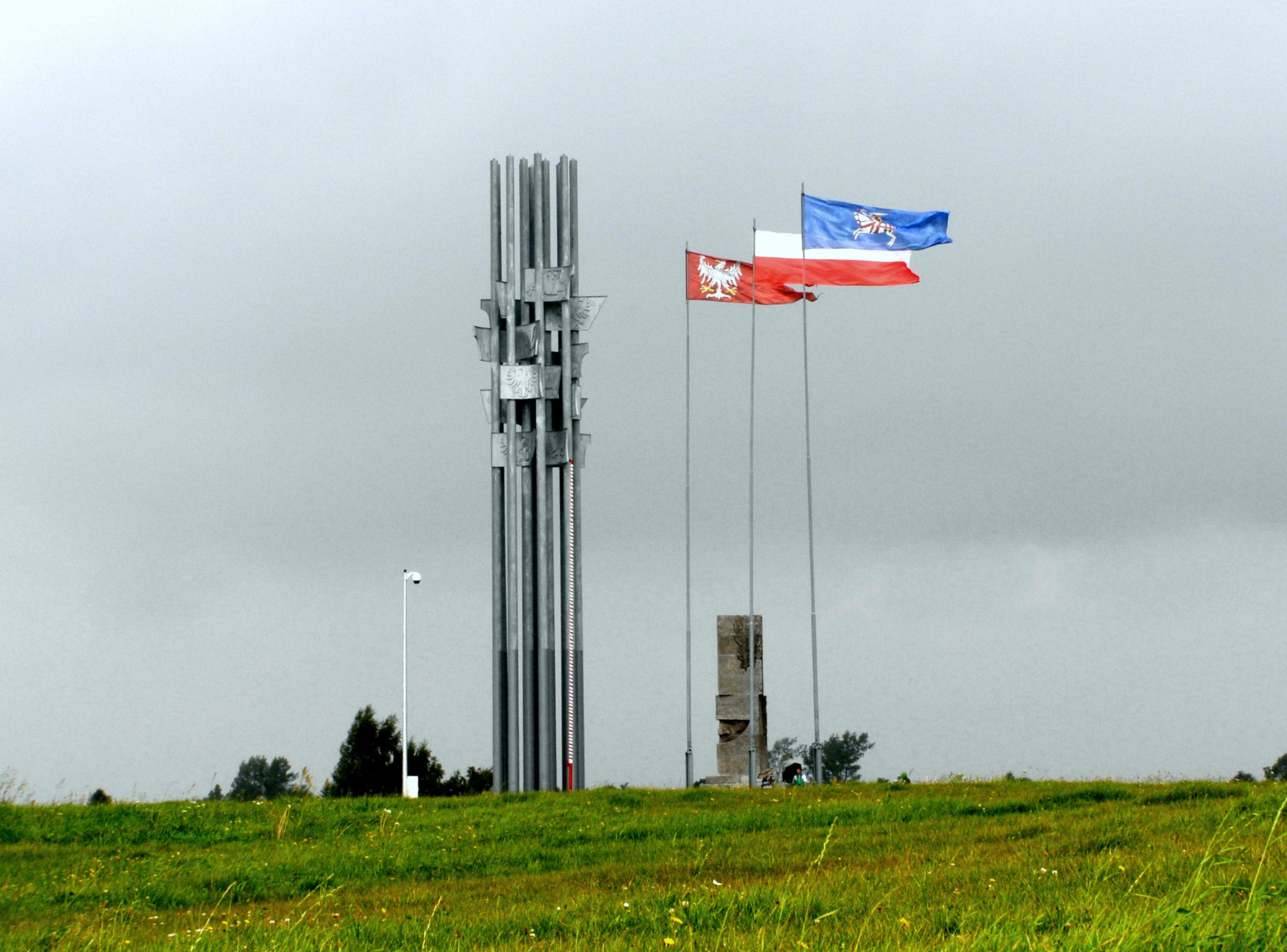
Меморіал на полі Грюнвальдської битви

Згадується в письмових джерелах з початку XIV століття.
У 1410 приблизно в одному кілометрі на південний схід по дорозі напрямком Лодвігова на височині знаходився табір хрестоносців. 15 липня 1410 при Грюнвальді — на південний схід від Грюнвальда між Стембарком, Лодвігово і Ульново — відбулася велика битва, названа Грюнвальдською битвою.
14 серпня — 2 вересня 1914 неподалік Грюнвальда сталася битва під Танненбергом (іноді — Друга битва при Танненберзі), яка була частиною східнопруської операції 1914. У цій битві війська Німецької імперії розбили частини Російської імперії.

## Демографія
Демографічна структура станом на 31 березня 2011 року:
|          | Загалом | Допрацездатний вік | Працездатний вік | Постпрацездатний вік |
| -------- | ------- | ------------------ | ---------------- | -------------------- |
| Чоловіки | 230     | 57                 | 156              | 17                   |
| Жінки    | 187     | 45                 | 110              | 32                   |
| Разом    | 417     | 102                | 266              | 49                   |